# Marion Bald
Marion Bald Rasmussen ist eine frühere deutsche Biathletin.
Marion Bald stammt aus Bad Berleburg und lebt mit ihrer Familie in Faaborg auf der dänischen Insel Fünen. Sie war für den VfL Bad Berleburg 1863 aktiv. Mit der Staffel des Westdeutschen Skiverbands gewann sie 1988 den Titel bei den Deutschen Meisterschaften. In der Saison 1989/90 wurde sie hinter Michaela Hermann und vor der späteren Olympiasiegerin Uschi Disl Zweite der Gesamtwertung des Biathlon-Europacups. Nach ihrer aktiven Karriere wurde sie Bereichstrainerin des Westdeutschen Skiverbandes bei ihrem Heimatverein.